# Kobaš
Kobaš (cyr. Кобаш) – wieś w Bośni i Hercegowinie, w Republice Serbskiej, w gminie Srbac. W 2013 roku liczyła 509 mieszkańców.